# Phlebopenes splendidus
Phlebopenes splendidus is een vliesvleugelig insect uit de familie Eupelmidae. De wetenschappelijke naam is voor het eerst geldig gepubliceerd in 1833 door Perty.